# Allocapnia minima
Allocapnia minima is een steenvlieg uit de familie Capniidae. De wetenschappelijke naam van de soort is voor het eerst geldig gepubliceerd in 1848 door Barnston.